# Saint-Genès-de-Lombaud
Saint-Genès-de-Lombaud es una comuna francesa situada en el departamento de Gironda, en la región de Nueva Aquitania.

## Demografía
| 194 | 179 | 168 | 191 | 205 | 250 | 384 |
| Para los censos de 1962 a 1999 la población legal corresponde a la población sin duplicidades (Fuente: INSEE [Consultar]) |     |     |     |     |     |     |